# Église Saint-Marc de Siersthal
Pour les articles homonymes, voir Église Saint-Marc.
 (avril 2023).
L'église paroissiale Saint-Marc se situe dans la commune française de Siersthal et le département de la Moselle.

## Édifice
Construite à flanc de coteau, l'église est réédifiée à deux reprises. Le début de la première reconstruction doit se situer au début des années 1700. Le 4 décembre 1701, une doléance mentionne la nécessité de reconstruire l'église tombée en ruines. Les charpentiers sont payés en 1704. L'église est reconstruite une seconde fois dans les années 1730 aux frais du duc François III de Lorraine. La tour-clocher, à la charge des paroissiens, est ajoutée en 1753 seulement.
Le style baroque de l'église, le maître-autel richement décoré, l'orgue, le lustre et le plafond offrent une grande beauté au regard. L'église de Siersthal possède une grande collection de sculptures en bois. Le chœur, bien éclairé, comporte des frises murales. Le clocher comporte quatre cloches dont un bourdon, indiquant les temps forts de la vie aux villageois. Une nouvelle porte en chêne massif est installée en l'an 2000.